# Hubertus Zdebel

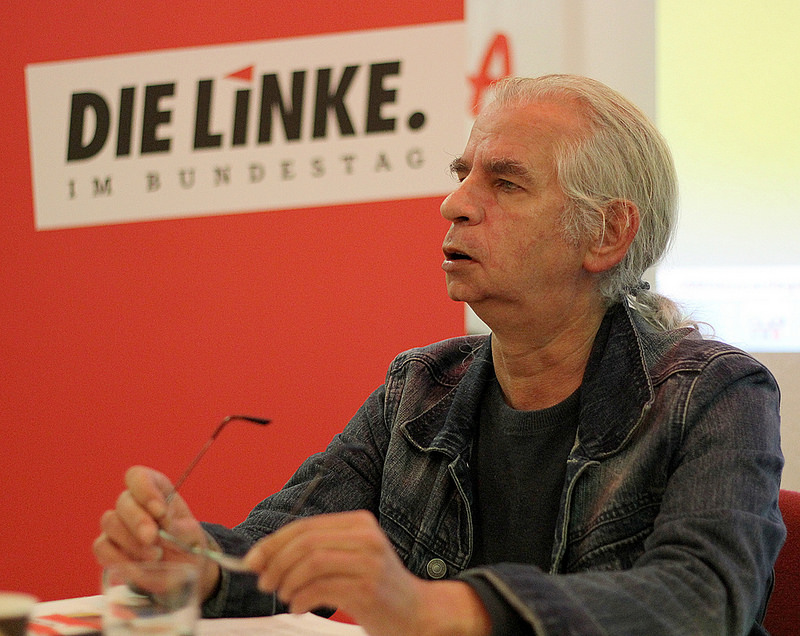
Hubertus Zdebel (2014)

Hubertus Josef Zdebel (* 29. Oktober 1954 in Emmerich) ist ein ehemaliger deutscher Politiker (Die Linke). Er war von 2013 bis 2021 Abgeordneter im Deutschen Bundestag und von 2010 bis 2012 Landessprecher von Die Linke Nordrhein-Westfalen.

## Leben
Zdebel studierte Soziologie, Politikwissenschaft, Publizistik und Niederländische Sprache in Münster und Nimwegen ohne Abschluss. Während seines Studiums engagierte er sich als Hochschulreferent im AStA der Universität Münster. In den 1980er- und 1990er-Jahren war er in Münster journalistisch tätig. Später war er Büroleiter des Landtagsabgeordneten Rüdiger Sagel.

## Politik
Zdebel gehörte zunächst der Partei Bündnis 90/Die Grünen an und vertrat sie von 1987 bis 1989 im Rat der Stadt Münster. Von 2001 bis 2009 war er Leiter des NRW-Landtagsbüros von Rüdiger Sagel. Er wechselte 2007 ebenso wie sein Arbeitgeber Rüdiger Sagel zur Partei Die Linke und war für diese 2008 und 2009 stellvertretender Kreissprecher in Münster, dann von 2010 bis 2012 gemeinsam mit Katharina Schwabedissen Landessprecher von Die Linke Nordrhein-Westfalen. Zdebel ist Mitglied im trotzkistischen Netzwerk Marx21.
Er gehörte der Bezirksvertretung Münster-Hiltrup von 2009 bis 2013 an. Bei der Bundestagswahl 2013 erhielt er ein Mandat.
Von 2014 bis 2016 war er zudem als Mitglied des Deutschen Bundestages in der Funktion als Ordentliches Kommissionsmitglied in der Kommission Lagerung hoch radioaktiver Abfallstoffe (Endlagerkommission) gemäß § 3 Standortauswahlgesetz.
2017 wurde er in den Aufsichtsrat der Bundesgesellschaft für Endlagerung berufen.
Ebenfalls zog er 2017 über die Landesliste der Linken in den Deutschen Bundestag ein.
Im 19. Deutschen Bundestag war Zdebel ordentliches Mitglied und Obmann im Parlamentarischen Beirat für nachhaltige Entwicklung. Zudem  gehörte er als ordentliches Mitglied dem Ausschuss für Umwelt, Naturschutz und nukleare Sicherheit an.
Zur Bundestagswahl 2021 trat er nicht erneut an.